# Pablo Eduardo
Pablo Eduardo es un escultor estadounidense nacido en Bolivia. Reside en Gloucester, Massachusetts con sus dos hijos.

## Formación
Las principales fuentes educativas de Pablo vinieron del Maryland Institute College of Art, en Baltimore, MD. HTambién fue alumno del Studio Arts Center International, en Florencia, Italia y de la Tufts University, donde recibió su Licenciatura (Bachelor of Fine Arts) en 1994. Asistió a los cursos de la Escuela del Museo de Bellas Artes, en Boston, MA. Tomcyn Atelier, en Evergreen, CO, Skowhegan School of Painting and Sculpture, y la Rhode Island School of Design. Dice que su diverso pasado educativo ha influido en su estilo, técnica y éxito.

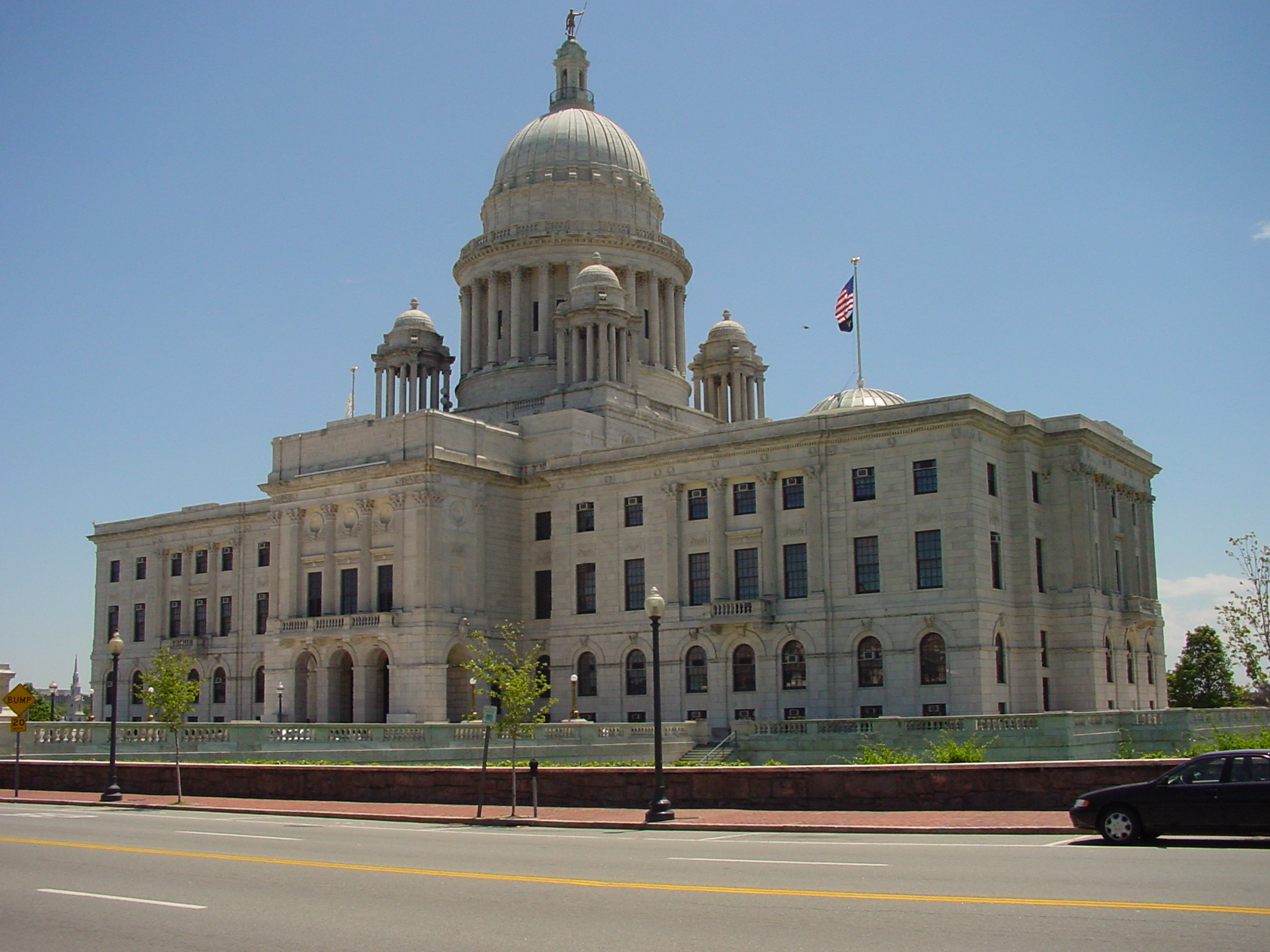
Rhode Island State House, donde se ven algunas esculturas de Pablo Eduardo

## Obras y logros
Algunas de las mejores obras de Pablo están instaladas en el Estado Plurinacional de Bolivia, en los colegios y campus de la Ivy League, y en la Rhode Island State House. En el Boston College, Eduardo instaló una estatua de San Ignacio de Loyola de 4,5 metros de altura en 2004. Pablo fue seleccionado para realizar la estatua del líder de los derechos civiles César Chávez, que fue la primera escultura dedicada a un hispano en el campus de la University of Texas at Austin. Pablo Eduardo ha trabajado en otros proyectos, incluyéndose entre ellos la estatua de Harold Connoly, localizada frente a la Taft School en Brighton. Pablo es el autor de otra escultura de San Ignacio de Loyola, que fue encargada por el Comité Universitario de Arte Cristiano, donada por T. Frank Kennedy, SJ, director delInstituto Jesuita. Esta escultura está localizada en la Columbia Británica.
De su escultura de César Chávez, Pablo Eduardo dijo:
"Soy muy honrado por haber tenido la oportunidad de crear un monumento a uno de mis héroes personales, de poder esculpir el viaje de un héroe, es un sueño hecho realidad. Cuando crecía en Washington, D.C., Cesar Chavez era un referente en nuestro hogar. Fue una inspiración. Un referente. Nosotros crecimos con él como ejemplo."
También es el autor de una escultura en Boston, Mass. de Kevin White, el más longevo alcalde en el cargo de la historia de Boston. Recordando su escultura Pablo dijo:
"La estatua es de casi 3 metros de altura, le retrata caminando, dejando Faneuil Hall, caminando hacia el agua... dejando su administración, su legado, por detrás.”
| Escultura       | Año  | Notas                                           |
| --------------- | ---- | ----------------------------------------------- |
| Paraíso perdido | 2002 | bronce en los jardines de la Fundación Viselaya |
| César Chávez    | 2004 | primer escultor de un hispano en el campus      |
| Kevin White     | 2006 | 3 metros de altura                              |